# Championnat d'Égypte de football 2021-2022
Navigation
Édition précédente Édition suivante
La saison 2021-2022 du championnat d'Égypte de football est la 64e édition du championnat de première division égyptienne. Les dix-huit clubs engagés sont regroupés au sein d'une poule unique où ils s'affrontent à deux reprises. En fin de saison, les trois derniers du classement sont relégués et remplacés par les trois meilleures formations de D2.
Le Zamalek SC, tenant du titre, remporte son quatorzième titre de champion.

## Participants
- Al Ahly Sporting Club
- Al-Masry Club
- Arab Contractors SC
- El Gouna FC
- Eastern Company SC - Promu de D2
- National Bank of Egypt SC
- ENPPI Club
- Future FC - Promu de D2
- Ghazl El Mahallah
- Pyramids FC
- Pharco FC - Promu de D2
- Ittihad Alexandrie
- Ismaily Sporting Club
- Misr El Maqasa
- Ceramica Cleopatra FC
- Smouha Sporting Club
- Tala'ea El Geish
- Zamalek Sporting Club

Future FC est le nouveau nom du Coca Cola FC.
Eastern Company SC est également connu sous le nom El Sharkia Lel Dokhan.

## Compétition

### Classement
| Rang | Équipe                    | Pts | J  | G  | N  | P  | Bp | Bc | Diff |
| ---- | ------------------------- | --- | -- | -- | -- | -- | -- | -- | ---- |
| 1    | Zamalek Sporting Club T   | 77  | 34 | 24 | 5  | 5  | 62 | 29 | +33  |
| 2    | Pyramids FC               | 71  | 34 | 22 | 5  | 7  | 56 | 25 | +31  |
| 3    | Al Ahly Sporting Club C   | 70  | 34 | 20 | 10 | 4  | 62 | 21 | +41  |
| 4    | Tala'ea El Geish          | 56  | 34 | 14 | 14 | 6  | 27 | 24 | +3   |
| 5    | Future FC P               | 56  | 34 | 16 | 8  | 10 | 49 | 34 | +15  |
| 6    | Smouha Sporting Club      | 47  | 34 | 11 | 14 | 9  | 44 | 45 | -1   |
| 7    | National Bank of Egypt SC | 46  | 34 | 11 | 13 | 10 | 40 | 41 | -1   |
| 8    | Pharco FC P               | 42  | 34 | 9  | 15 | 10 | 21 | 22 | -1   |
| 9    | ENPPI Club                | 39  | 34 | 8  | 15 | 11 | 37 | 39 | -2   |
| 10   | Arab Contractors SC       | 38  | 34 | 8  | 14 | 12 | 30 | 31 | -1   |
| 11   | Ismaily Sporting Club     | 38  | 34 | 9  | 11 | 14 | 27 | 39 | -12  |
| 12   | Ittihad Alexandrie        | 38  | 34 | 9  | 11 | 14 | 40 | 52 | -12  |
| 13   | Al-Masry Club             | 38  | 34 | 8  | 14 | 12 | 40 | 41 | -1   |
| 14   | Ceramica Cleopatra FC     | 37  | 34 | 7  | 16 | 11 | 34 | 41 | -7   |
| 15   | Ghazl El Mahallah         | 36  | 34 | 7  | 15 | 12 | 26 | 37 | -11  |
| 16   | El Gouna FC               | 36  | 34 | 9  | 9  | 16 | 33 | 46 | -13  |
| 17   | Eastern Company SC P      | 33  | 34 | 7  | 12 | 15 | 33 | 56 | -23  |
| 18   | Misr El Maqasa            | 15  | 34 | 2  | 9  | 23 | 12 | 50 | -38  |

| Légende : Qualifications et relégations | Légende : Qualifications et relégations                                |
| --------------------------------------- | ---------------------------------------------------------------------- |
|                                         | Qualification pour la Ligue des champions de la CAF 2022-2023          |
|                                         | Qualification pour la Coupe de la confédération 2022-2023              |
|                                         | Relégation directe en Second Division                                  |
|                                         | T : Tenant du titre C : Vainqueur de la Coupe d'Égypte P : Promu de D2 |

- Le championnat ne se terminant pas à la date maximale fixée par la CAF, la Fédération égyptienne de football a annoncé que Zamalek Sporting Club et Al-Ahly, qui occupaient respectivement la première et la deuxième place après 24 journées, représenteront l'Égypte dans la Ligue des champions de la CAF 2022-23. Pyramids FC et Future FC, qui occupaient respectivement la troisième et la quatrième place, représenteront l'Égypte à la Coupe de la Confédération de la CAF 2022-23.

## Bilan de la saison
| Championnat d'Égypte de football 2021-2022 |                                   |
| Champion                                   | Zamalek Sporting Club (14e titre) |
| Coupes et trophées                         |                                   |
| Vainqueur de la Coupe d'Égypte 2021-2022   | Al Ahly Sporting Club             |
| Qualifications continentales               |                                   |
| Ligue des champions de la CAF 2022-2023    | Zamalek Sporting Club             |
| Ligue des champions de la CAF 2022-2023    | Al Ahly Sporting Club             |
| Coupe de la confédération 2022-2023        | Pyramids FC                       |
| Coupe de la confédération 2022-2023        | Future FC                         |
| Promotions et relégations                  |                                   |
| Promus en Premier League                   | Assouan Sporting Club             |
| Promus en Premier League                   | El Dakhleya Football Club         |
| Promus en Premier League                   | Haras El-Hedood Club              |
| Relégués en Second League                  | El Gouna FC                       |
| Relégués en Second League                  | Eastern Company SC                |
| Relégués en Second League                  | Misr El Maqasa                    |